# ベシル・ベン・サイード
ベシル・ベン・サイード（1992年11月29日 - ）はチュニジアのサッカー選手。ポジションはGK。

## 経歴
2021年末に2021 FIFAアラブカップのA代表メンバーに選出されるが、出場機会はなかった。2022 FIFAワールドカップ・アフリカ予選では正GKとしてプレーするが、アイメン・ダーメンにポジションを奪われた。
2022 FIFAワールドカップの本大会メンバーに選出された。

## プレースタイル
反射神経に優れる一方、飛び出しの判断ミスがある。

## 代表歴

### 出場大会
- チュニジア代表
  - 2022 FIFAワールドカップ

### 試合数
- 国際Aマッチ 12試合 0得点（2022年-）[4]

| チュニジア代表 | 国際Aマッチ | 国際Aマッチ |
| 年             | 出場        | 得点        |
| -------------- | ----------- | ----------- |
| 2022           | 10          | 0           |
| 2023           | 2           | 0           |
| 2024           |             |             |
| 通算           | 12          | 0           |